# Pfarrhofreite
Die Pfarrhofreite ist eine im 18. Jahrhundert erbaute, denkmalgeschützte Hofreite in Darmstadt-Wixhausen in Hessen.

## Geschichte und Beschreibung
Die Pfarrhofreite wurde im Jahre 1762 durch Mathias Clausecker erbaut. Sie besteht aus einem Pfarrhaus, einer Scheune und dem Pfarrhof mit einem Garten.

### Pfarrhaus
Das Pfarrhaus ist ein zweigeschossiges, giebelständiges Fachwerkhaus mit einem Mansarddach. Die Fassade ist durch fünf Fensterachsen symmetrisch gegliedert. Die Fenster besitzen Sandsteinrahmungen. Der Dachboden wurde als doppelstöckiger Erntespeicher angelegt.

### Pfarrscheune

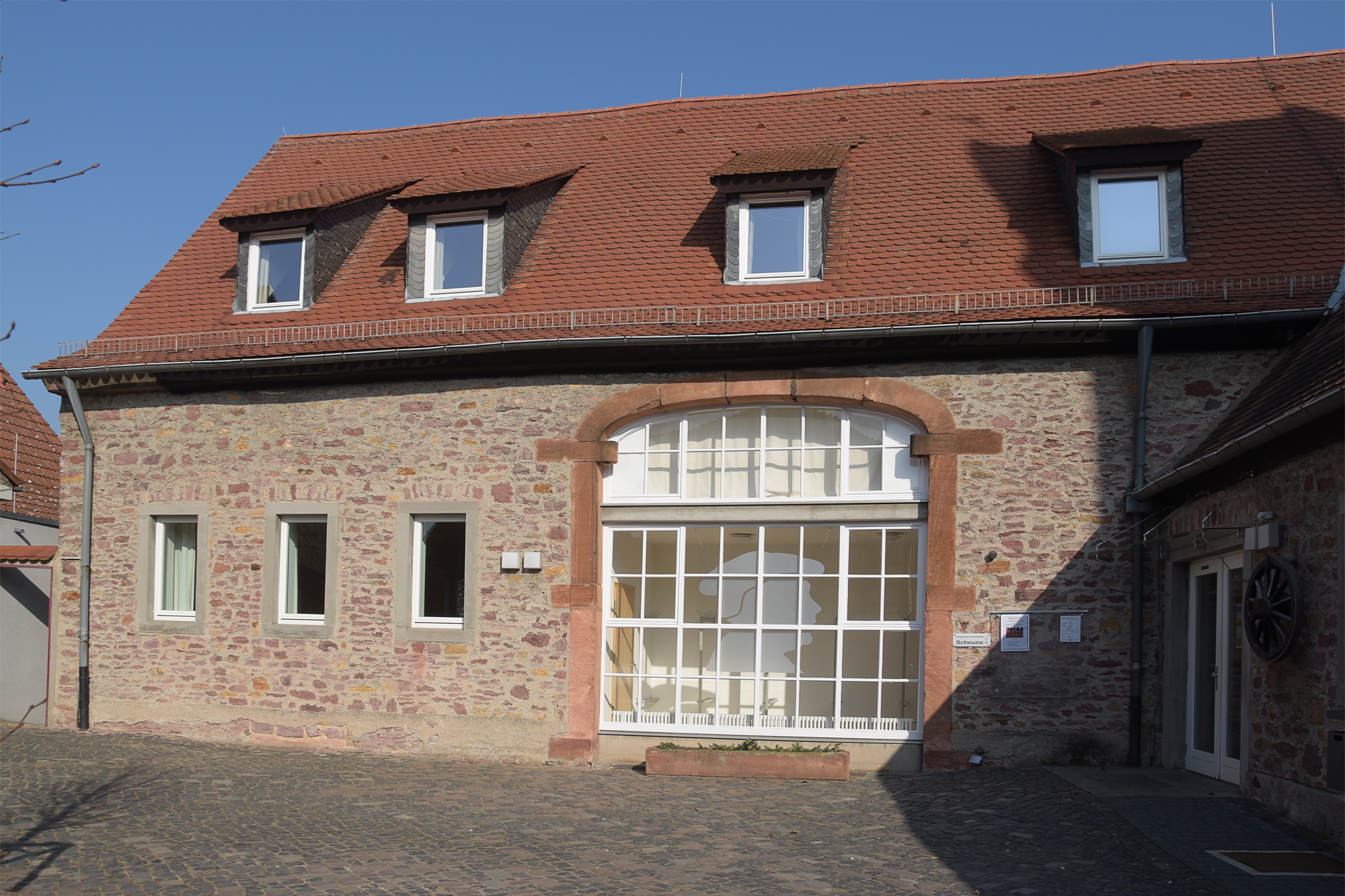
Denkmalgeschützte Pfarrscheune in Darmstadt-Wixhausen. Teil einer Pfarrhofreite aus dem 18. Jahrhundert

Die Mauern der im Jahre 1827 erneuerten Pfarrscheune bestehen aus Bruchsteinmauerwerk. Das Gebäude schließt die Nordseite des Pfarrhofes ab und wird heute als Gemeindehaus genutzt.

## Denkmalschutz
Die weitestgehend erhaltene Original-Bausubstanz zeigt die für das hessische Fachwerkhaus typische Dreizonigkeit. Das Anwesen bildet ein Ensemble von besonderer architektonischer und städtebaulicher Bedeutung. Aus architektonischen und stadtgeschichtlichen Gründen ist das Bauwerk ein Kulturdenkmal.

## Bildergalerie

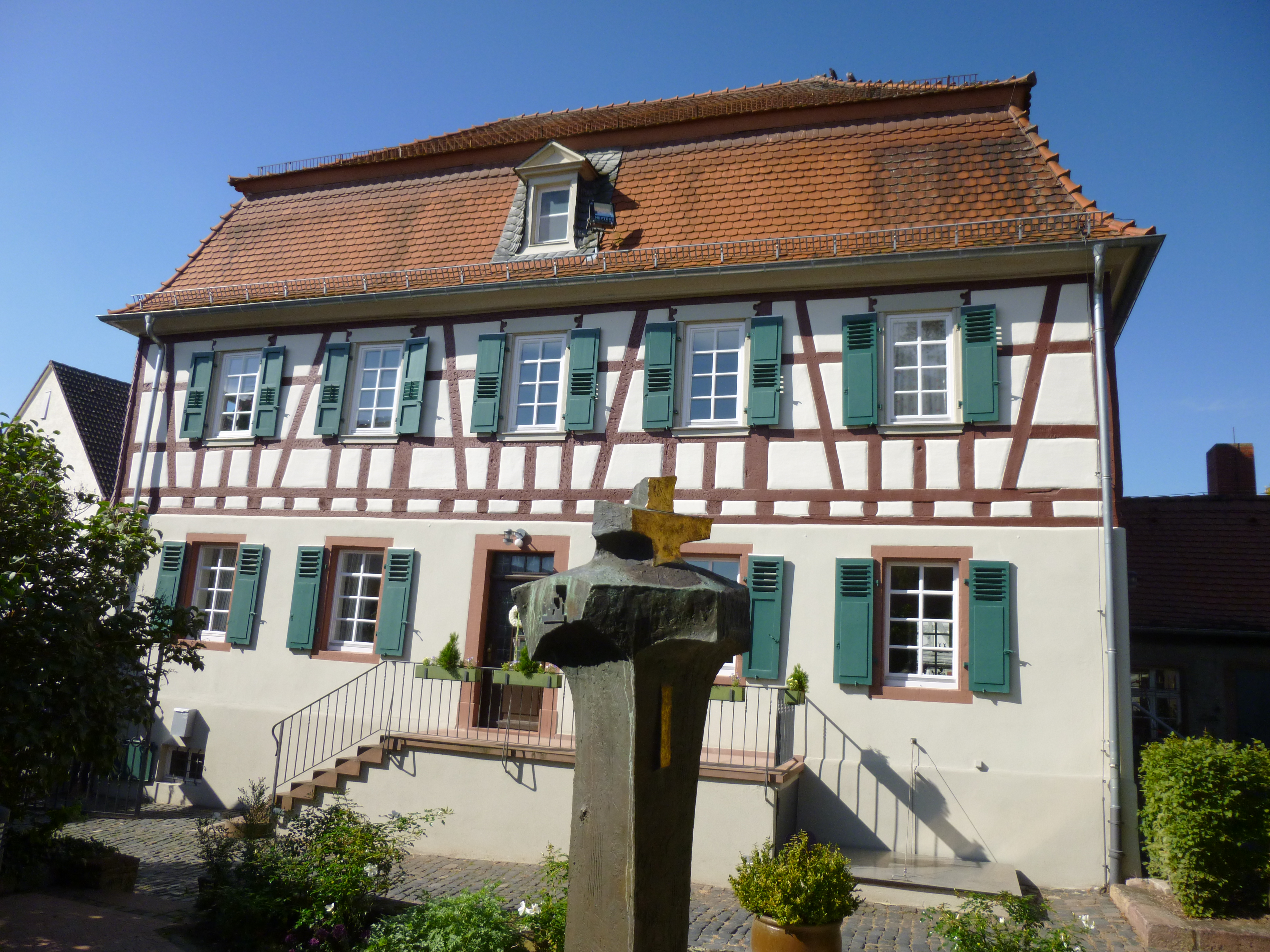
Pfarrhaus (2012)
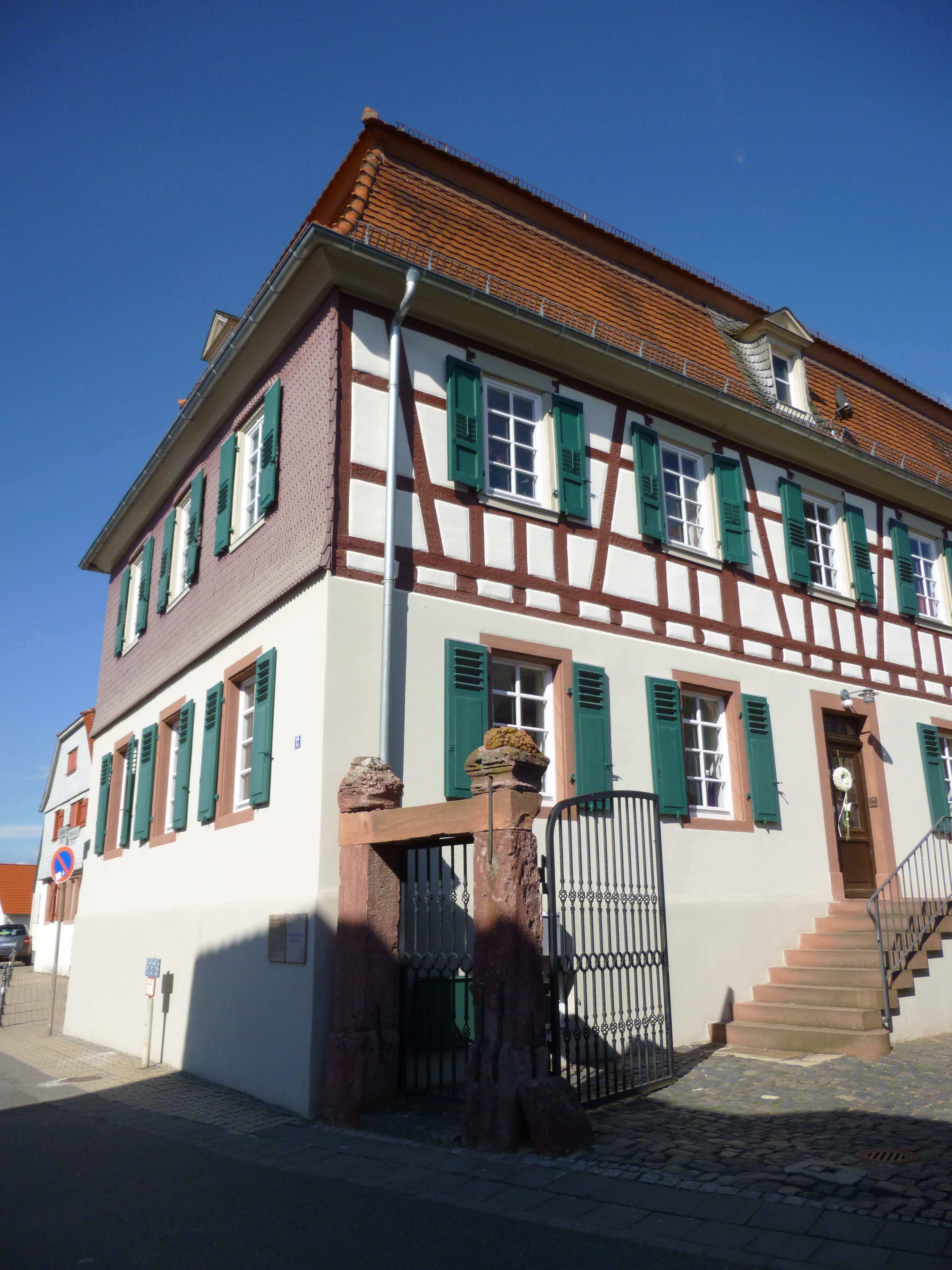
Pfarrhaus (2012)
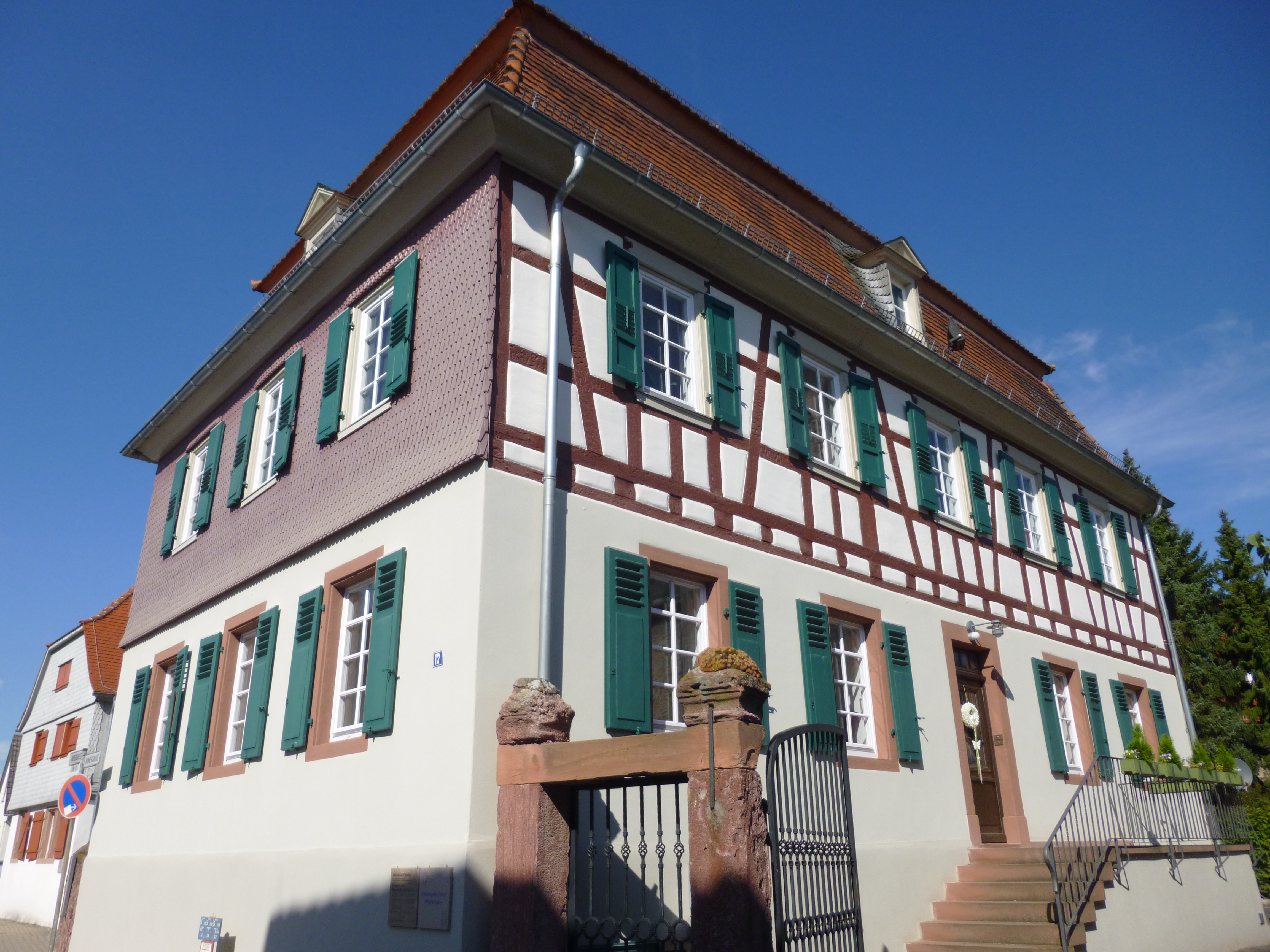
Pfarrhaus (2012)